# Tekija u Jajcu
Tekija u Jajcu, nekadašnji derviški hram u Jajcu. Pripadala je kadirijskom tarikatu.

## Povijest
U Jajcu se ranije nalazilo više musafirhana. Do danas se samo sačuvala musafirhana obitelji Mulalić. Nalazi se u blizini travničke kapije u glavnoj ulici. Na vrhu kuće je mali drveni toranj sa šatorastim krovom i dugim šiljkom na vrhu, koji je prolaznicima služio kao znak da je to musafirhana i da je slobodan pristup putnicima. Po arhitekturi, to je bosanska kuća na dva kata, a svaki je iznesen prema vani u vidu erkera. 
Musafirhanu je podigao Jusuf Mulalić početkom 19. stoljeća i u njoj uspostavio i tekiju. I musafirhana i tekija su radile do 1878. godine. Jusuf Mulalić je umro na putu prema Meki oko 1891. godine. Donji dio musafirhane je 1907., pretvoren je u han, a gornji u stambene prostorije.

## Vanjske povezice
Tekija u Jajcu  Arhivirana inačica izvorne stranice od 24. studenoga 2019. (Wayback Machine)